# Міжнародна кінологічна федерація
Міжнаро́дна кінологі́чна федера́ція (скорочено МКФ) (фр. Fédération cynologique onternationale, скорочено фр. FCI) — міжнародна організація, офіційна штаб-квартира якої розміщена в Тюені (Бельгія). Заснована 25 травня 1911 року кінологічними організаціями Австрії, Бельгії, Нідерландів, Німеччини та Франції.
З початком Першої Світової війни Організація припинила свою діяльність і відновила її лише 10 квітня 1921 року. З 05 березня 1964 року МКФ отримала силу законодавчого органу відповідно до Міжнародного закону про громадські організації.
МКФ об'єднує 94 країну світу:
- Європа — 52 країни
- Америка та Кариби– 20 країн
- Азія та Океанія — 19 країн
- Африка– 2 країни
- Середній Схід — 1 країна

Проводиться тісна співпраця з кінологами США, Великої Британії та Канади
Згідно зі Статутом Міжнародної Кінологічної Федерації, членом МКФ може бути лише одна національна кінологічна організація.
В Україні такою організацією є Кінологічна Спілка України, яка стала членом МКФ в 1996 році.
Основним завданням МКФ є підтримка, сприяння розведенню і використанню чистокровних собак, а це перш за все:
1. Єдина система видачі родоводів, ведення Єдиної Племінної Книги в кожній країні
2. Вільний обмін собаками, кінологічною інформацією та експертами
3. Сприяння організації виставок і випробувань, взаємне визнання розплідників і заводів, а також титулів і звань собак.

Тільки ця організація щорічно проводить Всесвітню Виставку Собак (англ. WORLD DOG SHOW) усіх порід, в якій беруть участь більш як 20 тисяч собак, а також Європейську Виставку Собак (англ. EURO DOG SHOW), Азійську Виставку Собак та Американську Виставку Собак.

## Породи собак
Станом на 2016 рік, МКФ визнала 344 порід собак, які класифіковано в 10 груп:
- Група 1 — собаки-вівчарі та собаки-скотарі (крім швейцарських собак-скотарів).
- Група 2 — пінчери та шнауцери, молоси, швейцарські гірські собаки та швейцарські собаки-скотарі.
- Група 3 — тер'єри.
- Група 4 — даксхунди (такси).
- Група 5 — шпіци та примітивні.
- Група 6 — гончаки та споріднені породи.
- Група 7 — лягаві.
- Група 8 — ретривери, собаки по водоплавній дичині та водяні собаки.
- Група 9 — собаки-компаньйони та тої.
- Група 10 — хорти.